# 常總市
常總市（日语：／ Jōsō shi */?）是位於茨城縣西南部的一市。設立於2006年1月1日，由水海道市與石下町編入合併誕生，同時改名。

## 历史
- 1889年（明治22年）4月1日 - 町村制施行，劃分為豐田郡水海道町、三妻村、五箇村、大生村、石下村、豐田村、岡田郡菅原村、大花羽村、岡田村、飯沼村、北相馬郡坂手村、內守谷村、菅生村。
- 1896年（明治29年）3月29日 - 豐田郡、岡田郡及結城郡統合成新的結城郡。
- 1897年（明治30年）8月24日 - 結城郡石下村施行町制。

## 經濟

### 工業區

#### 大生郷工業區
- 日立Maxell
- TOSTEM
- ITOKI
- YKK AP
- SMC等

#### 內守谷工業區
- 森永乳業
- 王子千代田集裝箱
- SK化研
- 日本EXCEED
- 全農HIPAC等

## 教育施設

### 高等學校
- 茨城縣立水海道第一高等學校
- 茨城縣立水海道第二高等學校
- 茨城縣立石下高等學校

### 中學校
- 常總市立水海道中學校
- 常總市立水海道西中學校
- 常總市立鬼怒中學校
- 常總市立石下中學校
- 常總市立石下西中學校

### 小學校
|  | - 常總市立水海道小學校 - 常總市立大生小學校 - 常總市立五箇小學校 - 常總市立三妻小學校 - 常總市立大花羽中學校 - 常總市立菅原小學校 - 常總市立豐岡小學校 | - 常總市立絹西小學校 - 常總市立菅生小學校 - 常總市立石下小學校 - 常總市立豐田小學校 - 常總市立玉小學校 - 常總市立岡田小學校 - 常總市立飯沼小學校 |

## 當地名人
- 羽田美智子 - 女優、旧水海道市出身
- 岡田忠之 - 自行車賽選手、旧水海道市出身
- 長塚節 - 歌人、旧国生村出身
- 鈴木桂治 - 2004年夏季奥林匹克运动会柔道男子100Kg以上級金牌得主、旧石下町出身
- 小谷野敦 - 文学者、旧水海道市出身
- 市村則紀 - 職業棒球選手、旧水海道市出身